# Deflect.ca
Deflect — це служба протидії DDoS атакам і безпеки веб-сайтів від eQualitie, канадського соціального підприємства, що розробляє відкриті багатофункціональні системи з акцентом на конфіденційність, стійкість і самовизначення, щоб захистити та просувати права людини та свободу преси в Інтернеті.

## Історія
Компанія Deflect була заснована експертом із цифрової безпеки та тренером Дмитром Віталієвим та канадським інтернет-підприємцем Девідом Мейсоном у 2011 році. Проект Deflect передує подібним ініціативам Google Project Shield і Cloudflare Project Galileo . Ініціатива була створена у відповідь на впливову доповідь Центру Інтернету та суспільства Беркмана, яка підкреслювала поширеність DDoS як засобу політичних репресій і цензури проти незалежних ЗМІ та правозахисних груп у всьому світі, а також рекомендувала практичні методи для захисту веб-сайтів від майбутніх інцидентів. Компанія стверджує, що щорічно охоплює приблизно 2 % населення, підключеного до Інтернету
Deflect пропонує безкоштовні послуги багатьом організаціям громадянського суспільства та комерційні плани для малого бізнесу та підприємств.
У 2016 році команда Deflect опублікувала свій перший звіт про атаки на веб-сайт українського незалежного ЗМІ. «2 лютого сайт „Коцюбинське“ опублікував статтю із засідання обласної адміністративної ради, де йдеться про те, що члени політичної партії „Нові обличчя“ заважають та намагаються саботувати роботу ради щодо припинення вирубки лісу. Після цього починаються атаки на веб-сайт».
Також у 2016 році CBC зазначив, що Deflect завадив DDoS-атакам для Black Lives Matter. Розслідування, проведені командою Deflect для виявлення методів і походження понад сотні окремих інцидентів проти веб-сайту Black Lives Matter, були відзначені в The Verge, Ars Technica та BoingBoing.
У 2019 році команда Deflect виявила постійну кібернаступальну кампанію проти узбецьких правозахисників, що призвело до більш детального дослідження Amnesty International. Інші випадки втручання, за які Deflect отримав визнання, включають Gamergate, заворушення в штаті Ракхайн у 2012 році, президентські вибори в Ірані в 2013 році та корупційну змову ФІФА.
У 2017 році Скотт Ні, ведучий подкасту Talking Radical Radio, поспілкувався із засновником Дмитром Віталієвим про те, як Deflect.ca захищає соціальні рухи від цифрових загроз.
До 2020 року Washington Post повідомляла, що Deflect.ca захищає понад 500 вразливих організацій громадянського суспільства.

## Дивитися також
- Атака типу «відмова в обслуговуванні».
- Протидія DDoS-атакам